# تمسخر

کاریکاتوری از چارلز داروین که با نمایش ترکیب مضحکی از نظرات و ظاهر وی، سعی به هدایت افکار عمومی بر ضد نظریه فرگشت دارد.

تمسخر (انگلیسی: Taunting) رفتاری است که به منظور تضعیف روحیه یا سلب وجه اجتماعی یک شخص یا یک موضوع، به واسطه شوخی و طنز انجام می‌گیرد. تمسخر می‌تواند به شکل رجزخوانی، کنایه یا اشاراتی خنده آور و در عین حال تحقیرآمیز نسبت به یک موضوع خاص، به خصوص در حضور جمع بروز کند. گاه تمسخر می‌تواند یک ابزار رقابت در مناسبات اجتماعی باشد. در یک وضعیت رقابت، یک یا هر دو رقیب با تمسخر حریف یا مواضع وی، می‌کوشند بر قضاوت جمع اثر گذاشته و حمایت بیشتری برای خود یا مواضع خود به دست آورند.

همراهی جمع و تأیید یکی از رقبا که می‌تواند به صورت خندیدن یا مشارکت در خنداندن بازتاب یابد، قدرت دفاعی قربانی تمسخر را ضعیف یا سلب می‌کند. قربانی احساس تحقیر کرده و قدرت خود در ارتباط منطقی با جمع را از دست می‌دهد. در واقع تمسخر نوعی ترکیب از جعل اطلاعات و کذب منافع است. تمسخر از خلوص اطلاعاتی که اساس قضاوت جمع است کاسته و لذت خندیدن را جایگزین منافع عمیقتر می‌کند.

## انواع
| ز کوی میکده دوشش به دوش می‌بردند   |
| امام شهر که سجاده می‌کشید به دوش   |
| فقیه مدرسه دی مست بود و فتوی داد  |
| که می حرام ولی به ز مال اوقاف است |منسوب به حافظ
تمسخر با توجه به ظاهر اجرایی، دارای انواع مختلفی است و می‌تواند در حرکات، گفتار، تصویر و دیگر شیوه‌های ارتباطی به اجرا گذاشته شود.

### تمسخر کلامی
استفاده از کلام، خواه کتبی یا شفاهی، در نظم یا به نثر می‌تواند ابزار تمسخر رقیب قرار گیرد. مانند توصیف خصوصیات جسمی، رفتاری یا عقیدتی رقیب به گونه ای که باعث خنداندن جمع شده و از ارزش و احترام اجتماعی رقیب بکاهد.

### تمسخر تصویری
تصویرهای با مزه یا کاریکاتور نیز می‌توانند با نمایش ظاهری مضحک از یک موضوع، ابزار تمسخر و تضعیف وضعیت یا موقعیت رقیب یا مواضع وی قرار گرفته و در میدان رقابت اجتماعی، قضاوت جمع را فریب دهند.

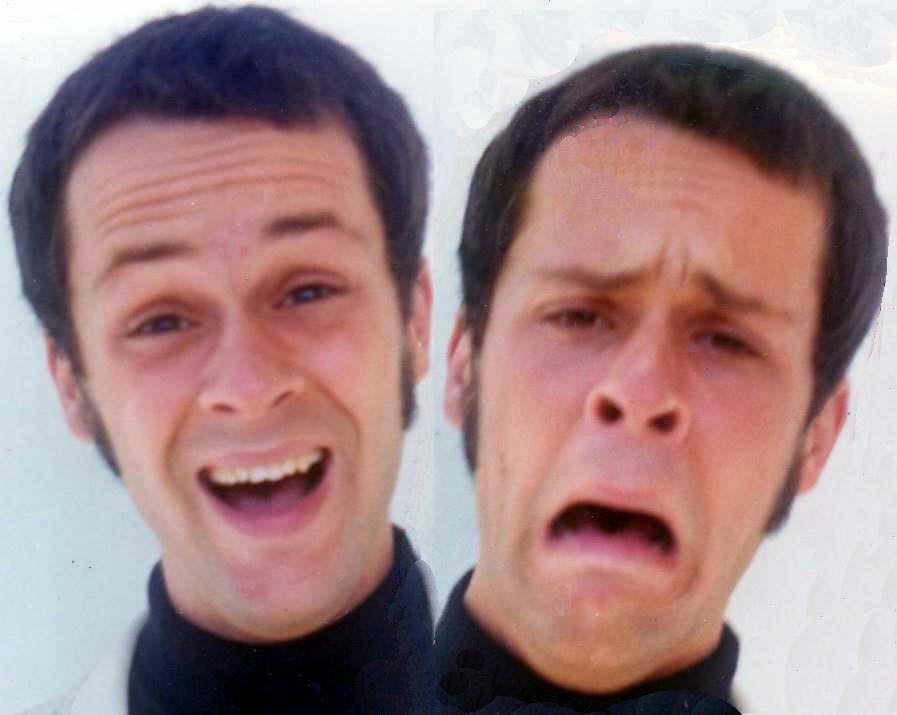
تمسخر می‌تواند با تغییر حالت صورت بیان شود.

### تمسخر با اشارات جسمی
در بسیاری از فرهنگها اشارات خاصی با تغییر حالات صورت یا حرکت دست و دیگر اندام، مانند نشان دادن زبان، دهن کجی یا نشان دادن انگشتی خاص به حضار، می‌تواند قصد تمسخر را نمایش دهد. تمسخر کار زشتی است.